# 狭山ヶ丘
狭山ヶ丘（さやまがおか）は、埼玉県所沢市の町名。現行行政地名は狭山ヶ丘一丁目及び狭山ヶ丘二丁目。郵便番号は359-1161。

## 地理
所沢市内の西部、三ヶ島地区に所属する。
西武池袋線･狭山ヶ丘駅の南西側に位置し、
近隣の東狭山ヶ丘 、若狭 、和ヶ原、林、および入間市東藤沢と隣接する。
町域の北東側は同池袋線の線路に接し、同駅より南東町境沿いに埼玉県道223号狭山ヶ丘停車場線が通っている。
地内は駅前商業地域を含む住宅街で、東に一丁目、西に二丁目が設置されている。

### 地価
住宅地の地価は、2015年（平成27年）1月1日の公示地価によれば、狭山ヶ丘2丁目65番5の地点で13万9000円/m2となっている。

## 歴史
旧入間郡三ヶ島村。
- 1977年（昭和52年）8月1日 - 町名整備により、大字三ヶ島、大字三ヶ島堀之内（現堀之内）、大字糀谷、大字林、大字和ヶ原の各一部から狭山ヶ丘が成立する[6][7]。

## 世帯数と人口
2017年（平成29年）9月30日現在の世帯数と人口は以下の通りである。
| 丁目           | 世帯数    | 人口    |
| -------------- | --------- | ------- |
| 狭山ヶ丘一丁目 | 1,050世帯 | 2,222人 |
| 狭山ヶ丘二丁目 | 1,117世帯 | 2,575人 |
| 計             | 2,167世帯 | 4,797人 |

## 小・中学校の学区
市立小･中学校に通う場合の学区（校区）は以下の通り。
| 町丁     | 番・番地 | 小学校                     | 中学校                               |
| -------- | -------- | -------------------------- | ------------------------------------ |
| 狭山ヶ丘 | 全域     | 所沢市立若狭小学校（若狭） | 所沢市立狭山ヶ丘中学校（東狭山ヶ丘） |

## 交通

### 鉄道
地内に鉄道は敷設されていない。最寄駅は西武池袋線･狭山ヶ丘駅(所在地は所沢市狭山ヶ丘一丁目）である。

### 道路
- 埼玉県道223号狭山ヶ丘停車場線

交差点
- 「狭山ヶ丘一」

### バス
地内のバス停は、「狭山ヶ丘駅」･「狭山ヶ丘二丁目」･「和ヶ原入口」。
- 西武バス「小手03」「小手04」「小手05」系統（小手指駅南口行きほか）
- 市内循環バスところバス西路線

## 施設
公共
- 狭山ヶ丘公園[9]
- 狭山ヶ丘第1緑地[9]
- 狭山ヶ丘駅前交番
- 三ヶ島第11区集会所

教育（保育）
- 私立こでまり幼稚園[10]
- 私立みどり保育園[11]
- 認可外保育施設 子うさぎ保育園[12]
- 認可外保育施設 キンダーナーサリー狭山ヶ丘園[12]

医療
- 所沢緑ヶ丘病院
- 荻野病院

社寺
- 愛宕神社 (所沢市狭山ヶ丘)
- 法瑠寺 - 浄土真宗の仏教寺院。

商業
- 東和銀行狭山ヶ丘支店
- 飯能信用金庫狭山ヶ丘支店